# Ewart Oakeshott
Ewart Oakeshott (ur. 25 maja 1916, zm. 30 września 2002) – brytyjski ilustrator, kolekcjoner oraz historyk amator. Był członkiem założycielem Arms and Armour Society, oraz członkiem (Fellow) Society of Antiquaries. Założył również Oakeshott Institute. Najbardziej znany jest jako twórca powszechnie akceptowanego systemu klasyfikowania mieczy średniowiecznych - typologii Oakeshotta. 

## Publikacje
- The Archaeology of Weapons: Arms and Armour from Prehistory to the Age of Chivalry Boydell Press, 1960. ISBN 0-486-29288-6
- The Sword in the Age of Chivalry Boydell Press 1964. ISBN 0-85115-715-7
- Records of the Medieval Sword Boydell Press 1991. ISBN 0-85115-566-9
- European Weapons and Armour: From the Renaissance to the Industrial Revolution Boydell Press 2000. ISBN 0-85115-789-0
- Sword in Hand Arms & Armor, Inc. 2000. ISBN 0-9714379-0-4
- A Knight and His Weapons Dufour Editions 1964, 1997. ISBN 0-8023-1299-3
- A Knight and His Armor Dufour Editions 1999. ISBN 0-8023-1329-9
- A Knight and His Horse Dufour Editions 1962, 1995. ISBN 0-8023-1297-7
- A Knight in Battle Dufour Editions 1998. ISBN 0-8023-1322-1
- A Knight and His Castle Dufour Editions 1965, 1996. ISBN 0-8023-1294-2
- Swords of the Viking Age Boydell Press 2002. ISBN 0-8023-1294-2
- The Sword in Anglo-Saxon England Boydell & Brewer 1962. ISBN 0-85115-355-0